# Aloalo
L'aloalo és una escultura funerària en fusta que, juntament amb els cranis de zebús sacrificats, és col·loca sobre les tombes de persones importants a la regió sud-occidental de Madagascar. Aquest pals esculpits sovint expliquen la història de la vida de la persona, en general, tenen d'una sèrie de formes geomètriques o simbòliques rematades per figures esculpides o objectes evocadors de la vida del difunt. S'associen principalment amb el poble mahafaly, encara que també es troben en tombes d'alguns antandroy, i particularment entre els sakalava, dels quals els seus aloalos són famosos per les talles eròtiques esculpides que presenten.